# Wappen von Honduras

Das Wappen Honduras’

Das Wappen von Honduras wurde 1825 angenommen und ist bis heute gültig. Es wurde 1935 leicht modifiziert. Es ist dem Wappen Guatemalas von 1843 ähnlich. Das Wappen zeigt in einem Oval das Dreieckswappen der Zentralamerikanischen Föderation mit einem Vulkan zwischen zwei goldenen Türmen. Die Türme stehen für die Verteidigungsbereitschaft und die Unabhängigkeit des Landes. Das Dreieck symbolisiert Gleichheit und Freiheit. Dahinter befindet sich eine Sonne und ein Regenbogen. Um das Oval steht der Wahlspruch Republica de Honduras Libre Soberana e Independiente, also Freie, Souveräne, Unabhängige Republik Honduras. Auf dem Oval liegen zwei Füllhörner und ein Pfeilbündel. Die Pfeile erinnern an die indianischen Bewohner des Landes. Unter dem Oval ist eine Landschaft mit Eichen, Kiefern, Ackergeräten und Geräten für den Bergbau abgebildet – Symbole für die Naturreichtümer des Landes.